# Маја Огњеновић
Маја Огњеновић (Зрењанин, 6. август 1984) српска је одбојкашица. Игра на позицији техничара. Тренутно наступа за италијански Скандичћи и репрезентацију Србије.
Каријеру је почела у зрењанинском Поштару одакле је 2002. године прешла у ЖОК Црвена звезда. Касније је у иностранству променила многобројне клубове.
Проглашена је за најбољу техничарку на Европској лиги 2010. као и на Европском првенству 2011.

## Клупска каријера

### Црвена звезда
За београдске црвено-беле наступала је од 2002. до 2006. године. Учествовала је у освајању две титуле првака 2003. и 2004. године и једног националног купа 2003. године. Била је то сјајна генерација Звезде у којој су поред Маје главне роле имале Ања Спасојевић, Ивана Ђерисило, Драгана Илић, Слађана Ерић... Маја је у последњој сезони у клубу (2005/06) понела и капитенску траку, а у лигашком делу првенства је на 18 сусрета уписала 90 освојених поена.

### Иностранство
По одласку из црвено-белог табора носила је дрес румунског Метал Галација од 2006. до 2008. године, са којим је освојила две шампионске титуле 2007. и 2008. године. Сезону 2008/09. провела је у италијанском Монте Скјаву са којим је тријумфовала у Челенџ купу, када је проглашена и за најбољег техничара финалног турнира овог европског такмичења. Наступала је и за турски Езачибаши (2009/10), а са Олимпијакосом је освојила Куп Грчке 2011. године. У италијанској Модени је играла у сезони 2011/12, кратко је била и у панчевачком Динаму, а у сезони 2012/13 носила је дрес Импела из Вроцлава. Од 2013. године је била члан пољског Хемика са којим је освојила три трофеја – два шампионата Пољске 2014. и 2015. и Куп Пољске 2014. године. Проглашена је и за најбољег техничара финалног турнира Лиге шампиона 2015. године. У сезони 2015/16 носила је дрес италијанске Пјаченце.

## Репрезентативна каријера
Трофејна одбојкашица оставила је дубок траг у репрезентацији Србије коју тренутно предводи као капитен. Одиграла је рекордних 230 утакмица за националну селекцију и учествовала је у освајању златне медаље на Европском првенству 2011. године, које су заједнички организовале Србија и Италија. Са шампионата Старог континента има и сребро из 2007. године. На оба првенства проглашена је за најбољег техничара на турниру. На Светском првенству освојила је бронзу у Јапану 2006. године, а у колекцији има и три злата у Европској лиги 2009, 2010. и 2011. године. У освајању све три златне медаље проглашавана је за најбољег техничара, што довољно говори колико је добар учинак имала у највећим успесима у историји српске одбојке. У Европској лиги има и једну бронзу из 2012. године, а у њеном власништву су такође и бронзане медаље са Светских Гран прија из 2011. и 2013. године и сребро са Универзијаде 2009. године. Четири пута је учествовала и на Олимпијским играма у Пекингу 2008, Лондону 2012., Рио де Жанеиру 2016. и Токију 2020.
Освојила је златну медаљу на Светском првенству 2018. године у Јапану, прву у историји српске одбојке. На Олимпијским играма у Токију 2020, освојила је бронзану медаљу, а Србија је победила Јужну Кореју у борби за бронзу. На Европском првенству 2021. године чија је завршница одржана у Београду, освојила је сребрну медаљу.

## Клубови
- Поштар Зрењанин (2002–2003)
- Црвена звезда (2003–2006)
- Метал Галати (2006–2008)
- Монте Скјаво Јеси (2008–2009)
- Еџзаџибаши (2009–2010)
- Олимпијакос (2010–2011)
- Динамо Панчево (2011)
- Модена (2012)
- Импел Вроцлав (2012–2013)
- Хемик Полис (2013–2015)
- Пјаћенца (2015–2016)
- Еџзаџибаши (2016–2018)
- Динамо Москва (2018–2019)
- ВакифБанк (2019-2021)
- Еџзаџибаши (2021-2023)
- Скандићи (2023–)

## Успеси

### Репрезентативни
- Олимпијске игре 2016. Бразил - сребрна медаља, Олимпијске игре 2020. Јапан - бронзана медаља
- Светско првенство 2006. Јапан - бронзана медаља, 2018. Јапан -  златна медаља
- Европско првенство 2007. Белгија и Луксембург - сребрна медаља
- Европска лига 2010. Турска - златна медаља
- Европско првенство 2011. Италија и Србија - златна медаља
- Европско првенство 2015. Холандија и Белгија - бронзана медаља

### Клупски
- Првенство Југославије (2001/02, 2002/03)
- Првенство Србије и Црне Горе (2003/04)
- Куп Југославије (2002)
- Првенство Румуније (2006/07)
- Куп Румуније (2007)

### Признања
- Најбоља спортисткиња Војводине 2006.
- Најбољи техничар Европског првенства 2007.
- Најбољи техничар ЦЕВ Челенџ купа 2008-09.
- Најбољи техничар Европске лиге 2010.
- Најбољи техничар Европске лиге 2011.
- Најбољи техничар Европског првенства 2011.
- Најбољи техничар Европске лиге 2012.
- Најбољи техничар Европског првенства 2015.